# Emily Hartridgeová
Emily Hartridge (25. května 1984, Hambledon – 12. července 2019, Londýn), také známa jako Emily Hart, byla britská televizní moderátorka a youtuberka.

## Životopis
Emily Hartridge se narodila v Hambledonu v Anglii v roce 1984.
Hartridge začala publikovat vlogy na svůj YouTube kanál v roce 2012 se svými “Ten Reasons Why ...” videy. Ve svojí tvorbě se zaměřovala na témata jako sex, vztahy, láska, gender a moderní život. Také zveřejňovala informace ze svého osobního života týkající se například její sexuality, mentalního zdraví a jejího rozhodnutí zmrazit svoje vejce. Hartridge rovněž uváděla řadu televizních show jako sérii Oh Sh*t I’m 30 na televizní stanici Channel 4 a účinkovala v pořadu Sketch My Life.
V době svoji smrti se Hartridge léčila z neplodnosti zapříčiněné malým počtem vajec. Hartridge plánovala otěhotnět se svým přítelem Jakem Hazellem, kterého potkala při své práci jako profesionální trenérka. Problémy s plodností ji byly diagnostikovány v roce 2018, i přesto se nikdy nevzdala snu být matkou. Hazell, jenž se sám v životě potýkal s depresemi a závislostí na drogách, se stal propagátorem duševního zdraví a začal účinkovat ve videích Hartridgeové pravidelně.

## Smrt
Hartridge zemřela během řízení elektrické koloběžky, když ji srazil nákladní automobil na kruhovém objezdu na jižním předměstí Londýna. V době smrti jí bylo 35 let. Hartridge je tak považována za první osobu na území Spojeného království, která zemřela v důsledku dopravní nehody během řízení elektrické koloběžky. Ve Spojeném království je provoz elektrických koloběžek na jakýchkoliv pozemních komunikacích (tedy i na chodnících) oficiálně zakázán.
Hartridge dostala necelé tři měsíce před smrtí ke svým 35. narozeninám od přítele Hazella jako dárek dvojici koloběžek, z nichž jedna byla klasická a druhá elektrická. Hartridge tuto skutečnost rovněž zmínila ve svém posledním videu s názvem 10 REASONS TO GET A YOUNGER BOYFRIEND (překlad: 10 důvodů k obstarání si mladšího přítele) vydaného 8. července 2019 na jejím YouTube kanále. Spekuluje se, že druhou z výše uvedených koloběžek řídila Hartridge během nehody.